# 琥珀胆碱
琥珀胆碱（英語：Succinylcholine，又名琥珀酰胆碱，音译为司可林）是一种烟碱型乙酰胆碱受体阻断剂。它属于去极化肌肉松弛剂，被用于全身麻醉及破伤风等。由于没有合适的替代药物，故目前仍然是最佳的肌肉松弛药物。同时琥珀胆碱还被用于注射死刑；亦有人将其用于谋杀。医学上常用其季铵盐氯化琥珀胆碱（英語：Suxamethonium chloride）。
琥珀胆碱与神经肌肉接头后膜上的烟碱型胆碱受体结合, 产生与乙酞胆碱相似而更为持久的去极化作用，使神经与肌肉接头的神经递质传递阻断，骨骼肌因而松弛。但其作用时间短暂, 一般一次给药即可迅速被血浆及肝内的胆碱酯酶灭活，生成无肌肉松弛作用的胆碱和琥珀酸，由尿排出，仅2%以原形排出。其在血液中的半衰期仅为2-4分钟。目前临床应用的去极化肌鬆剂只有琥珀胆碱，由于本品对喉肌松弛作用较强，故静脉给药适用于气管内插管、气管镜、食管镜检查等短时间操作。本品会引起强烈的窒息感，故禁用於清醒患者。或者与硫喷妥钠等其他药物一同用于全身麻醉的诱导药物。其作用迅速，可以在数秒至数分钟内，使机体的肌肉瘫痪，而失去行动能力。
医学文献报道的琥珀胆碱中毒被救治过来的病例，都是在医院使用时被发现药物中毒，及时采取了人工呼吸和循环支持，被抢救过来，而且没有留下后遗症。还没有针对琥珀胆碱的特效解毒剂。

## 法律規範
中国卫生部在2003年颁布的高毒物品毒物中并未将琥珀胆碱列入。因而可轻易获得，被人用于做成毒箭偷猎城乡的狗。新闻报道中多次出现人被琥珀胆碱毒箭射中死亡的案件。其属国家一类管制药品，实行定点生产、定点经营制度，禁止零售，网络销售属违法。